# Палици (митологија)
Палици (грч. Παλικος, Παλικοι) су у грчкој и римској митологији била божанства.

## Митологија
Палици су били пар рустичних божанстава гејзира и термалних извора у региону Палакија на Сицилији. Били су такође богови свечане заклетве која се полагала крај њихових топлих извора, а у њиховом храму су пружали уточиште одбеглим робовима. Заправо, заклетва се писала на табли која би се бацила у један од два сумпоровита извора. Уколико би остала на површини воде, сматрало се да је заклетва искрена, али уколико би потонула, њен власник би се прогласио кривоклетником који би био одмах кажњен смрћу или би био ослепљен. У најранијим временима људске жртве су приношене управо овим боговима. Према Макробију, њихови родитељи су били Зевс и Талија, према Сервију, Хефест и Етна, а у другим изворима су они Адраново потомство. Према верзији где им је Талија мајка, она је, у страху од Зевсове љубоморне супруге Хере, затражила да је Земља прогута, што се и десило. Ту је родила близанце и послала их на светлост дана.